# نرسو
نرسو، روستایی است از توابع بخش کمالان شهرستان علی‌آباد در استان گلستان ایران.
روستا ییلاقی نرسو در ۱۸ کیلومتری جنوب غربی شهرستان علی آبادکتول در دهنه محمدآبادکتول قرار دارد.
این روستای کوهستانی ییلاق تابستانی اهالی روستاهای برفتان ونوده و تعدادی از اهالی گرگان می‌باشد.
محصولات اصلی این روستا غلات و حبوبات و لبنیات بوده و شغل اصلی اهالی کشاورزی و گله داری بوده و صنعت دستی زنان کرباس بافی ودستمال بافی است.
مردمان آن اکثراً دامداران ییلاق رو می‌باشند و کشاورزانی که به صورت خوش نشینی در آن سکونت دارند.

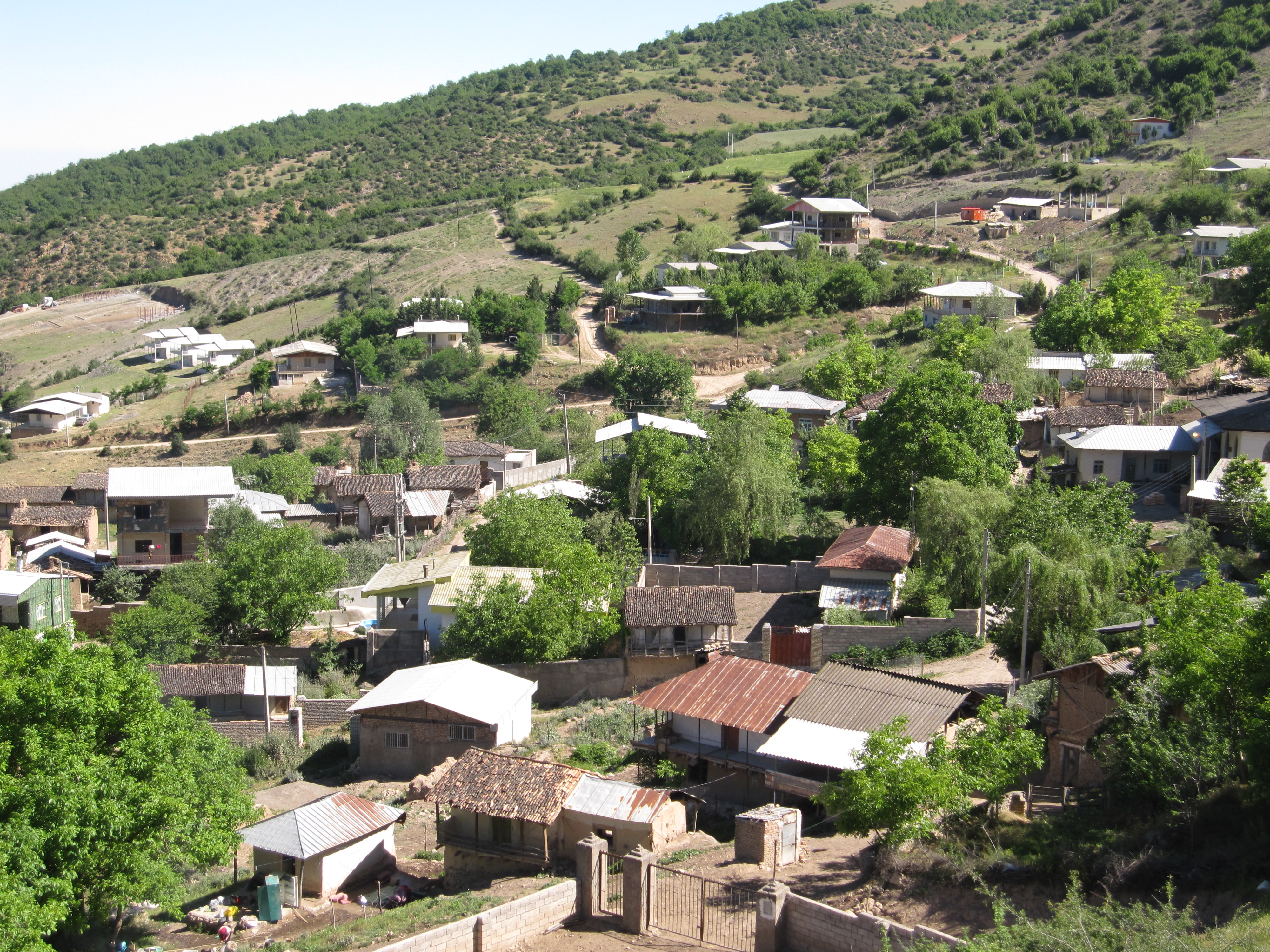
گلستان - علی‌آباد کتول - روستای نرسو

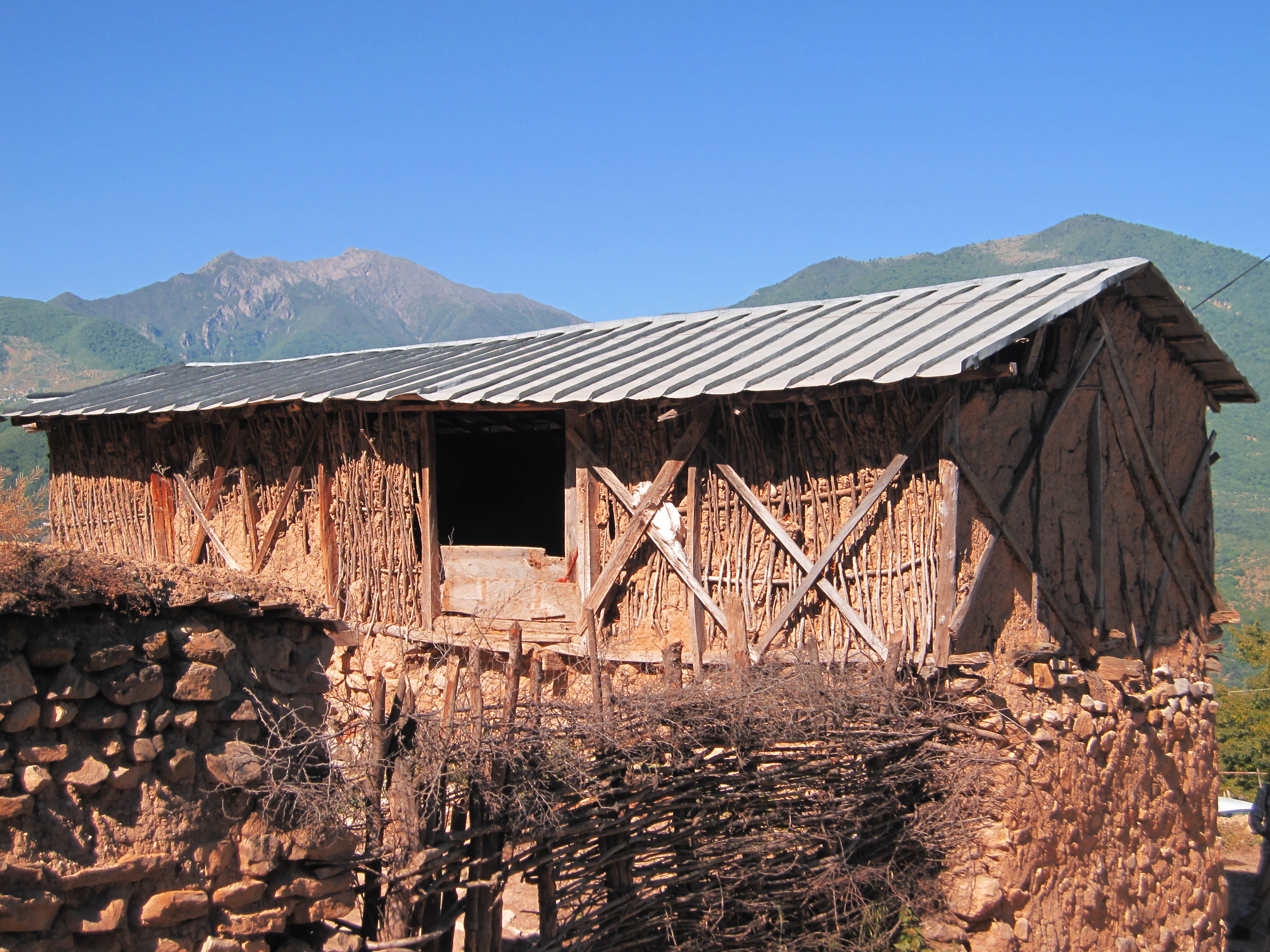
خانه ای قدیمی در روستای نرسو

## جمعیت
این روستا در دهستان استرآباد قرار دارد و براساس سرشماری مرکز آمار ایران در سال ۱۳۹۵، جمعیت آن ۴۱ نفر (۱۳خانوار) بوده‌است.

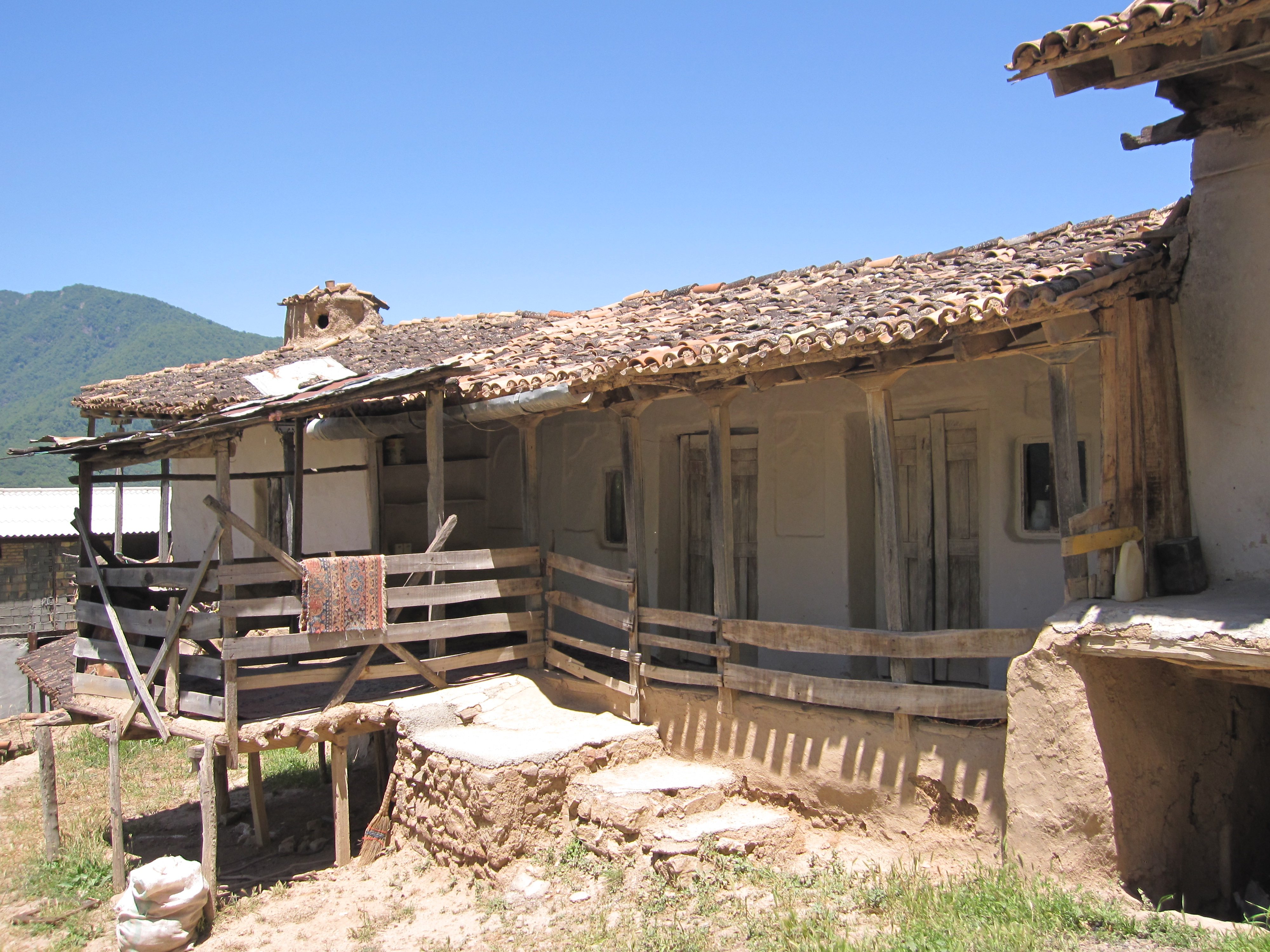

## نگارخانه

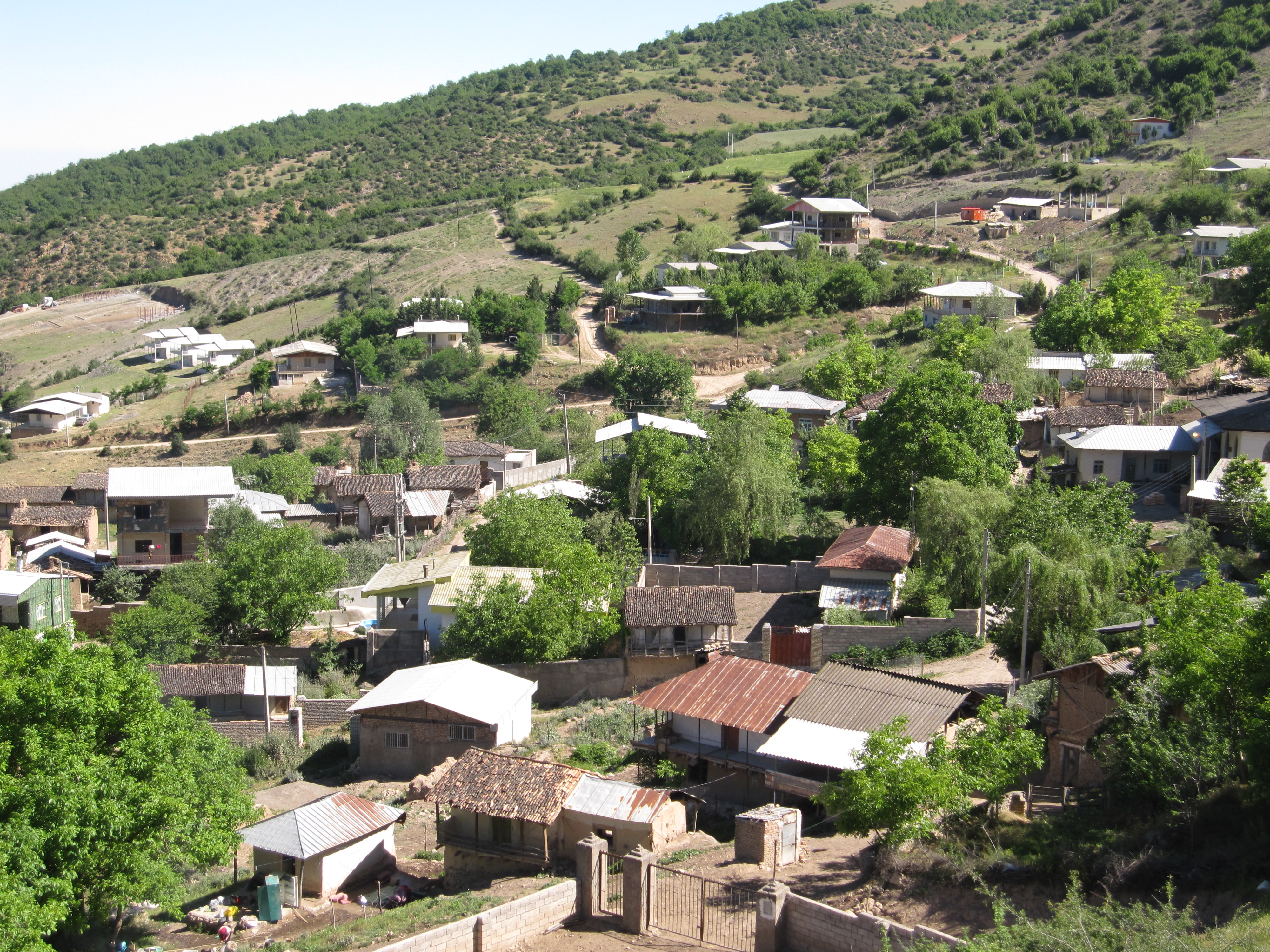
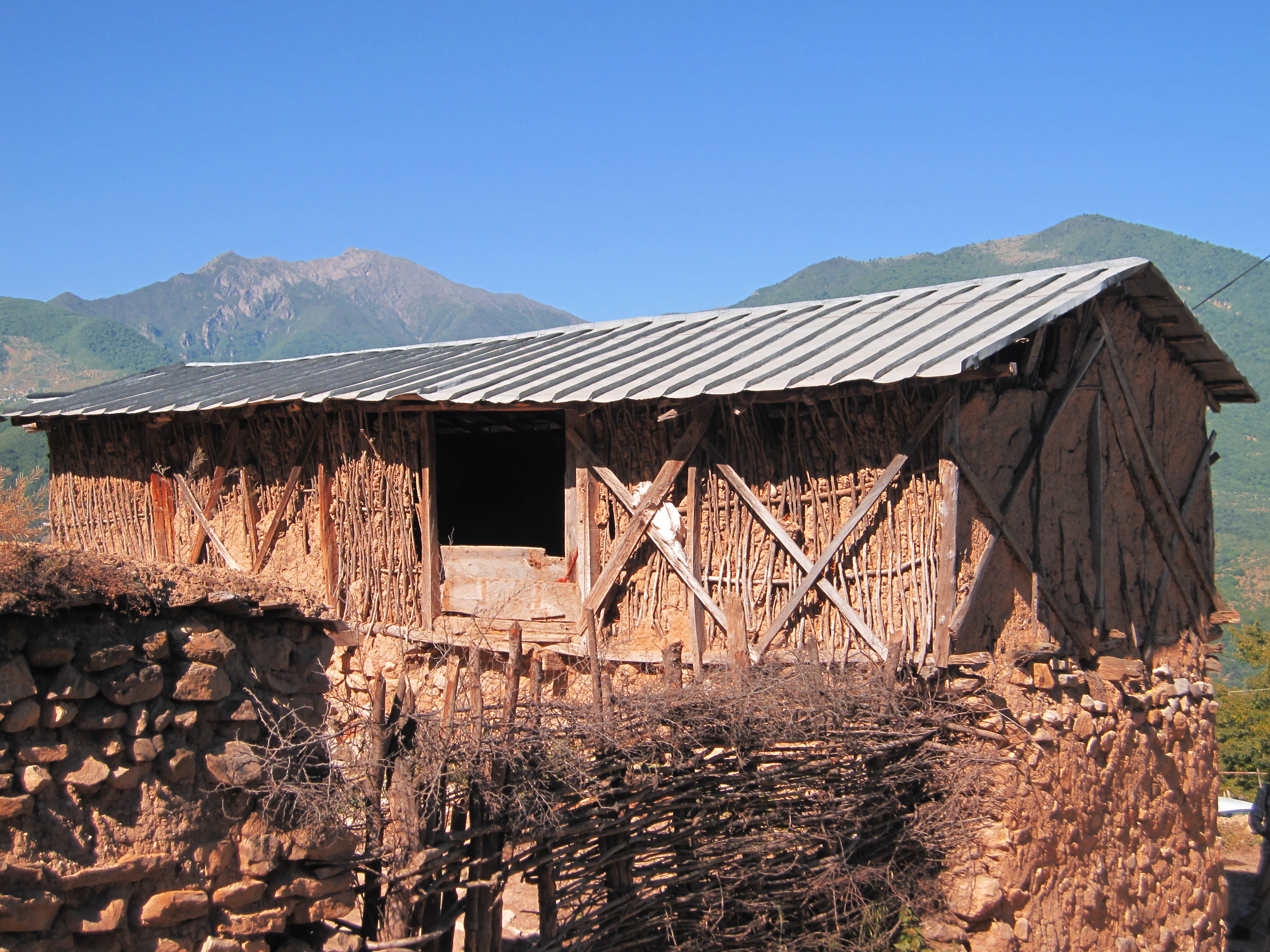
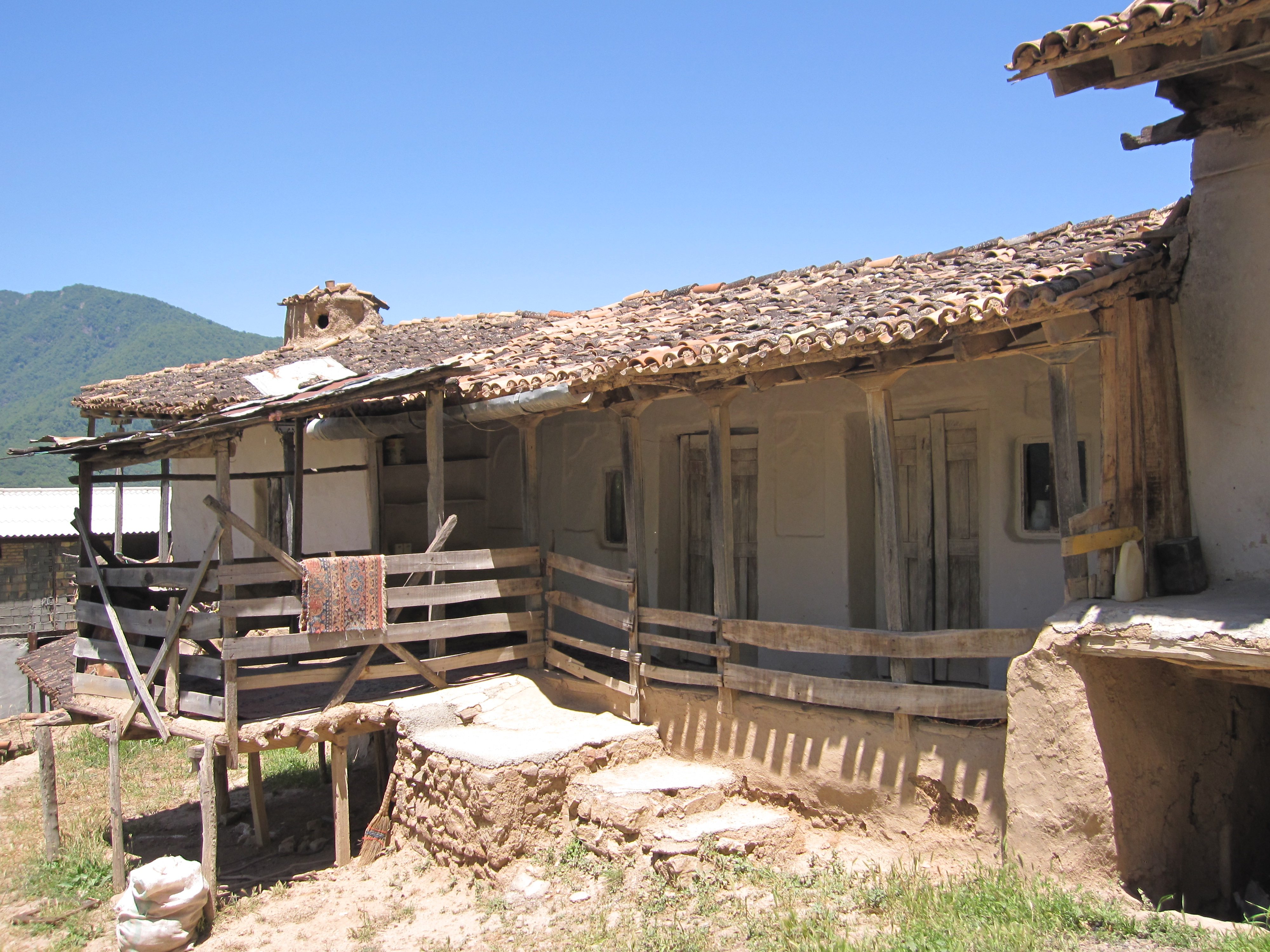
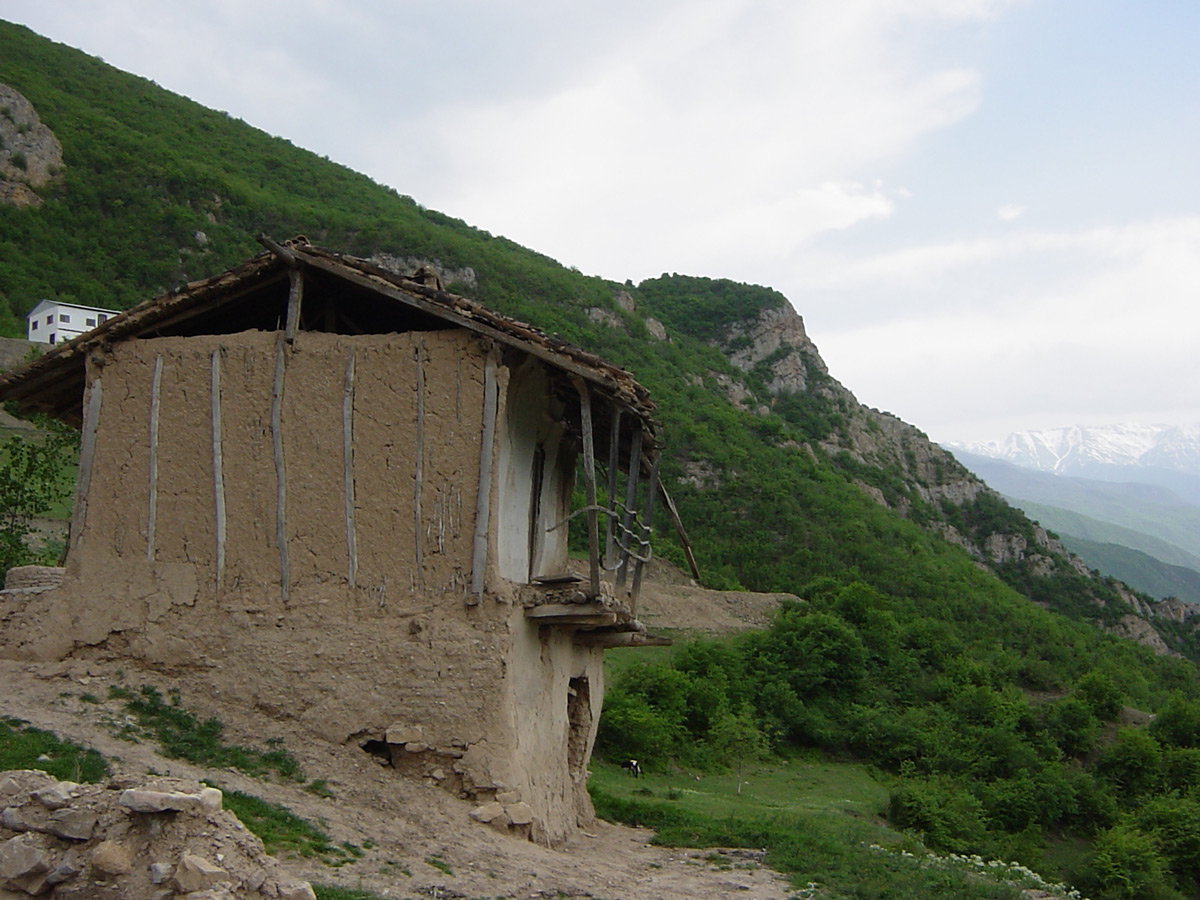
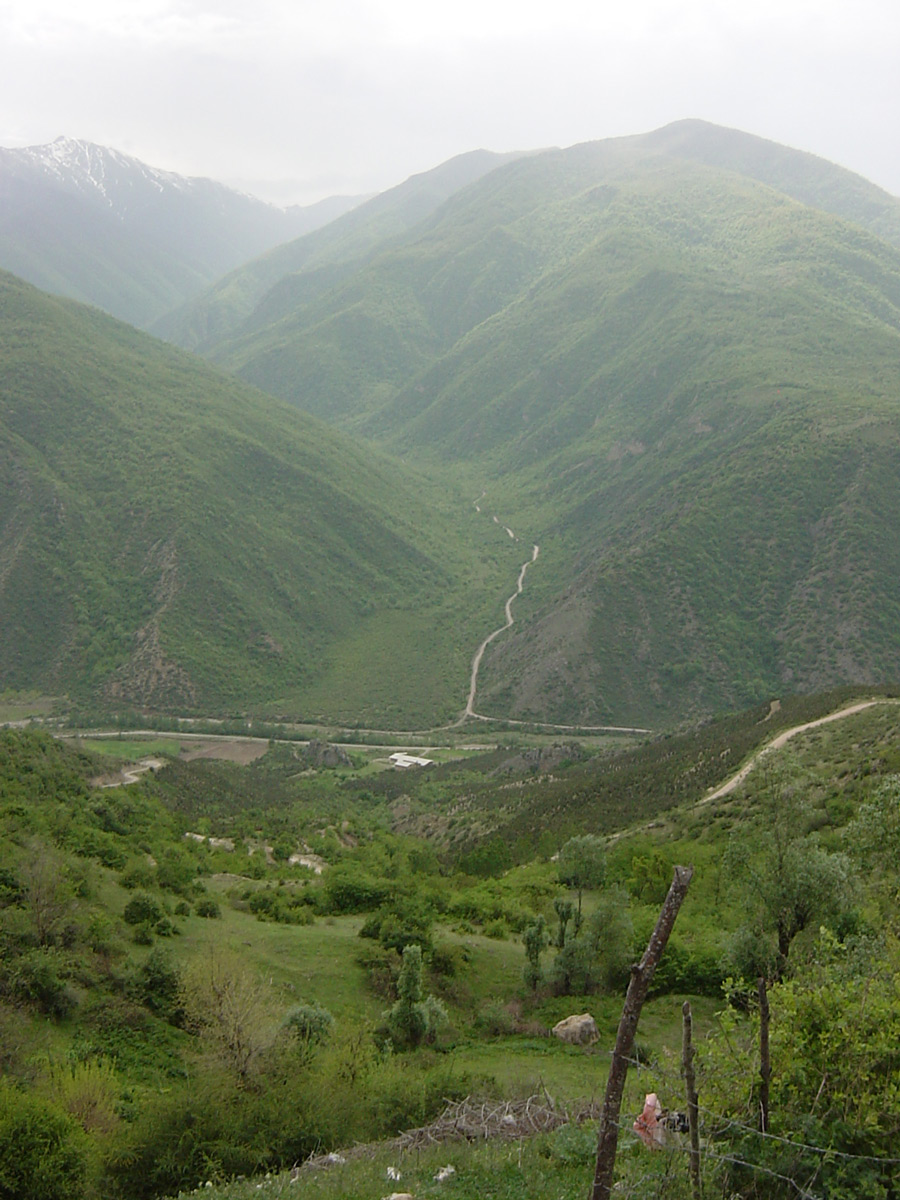
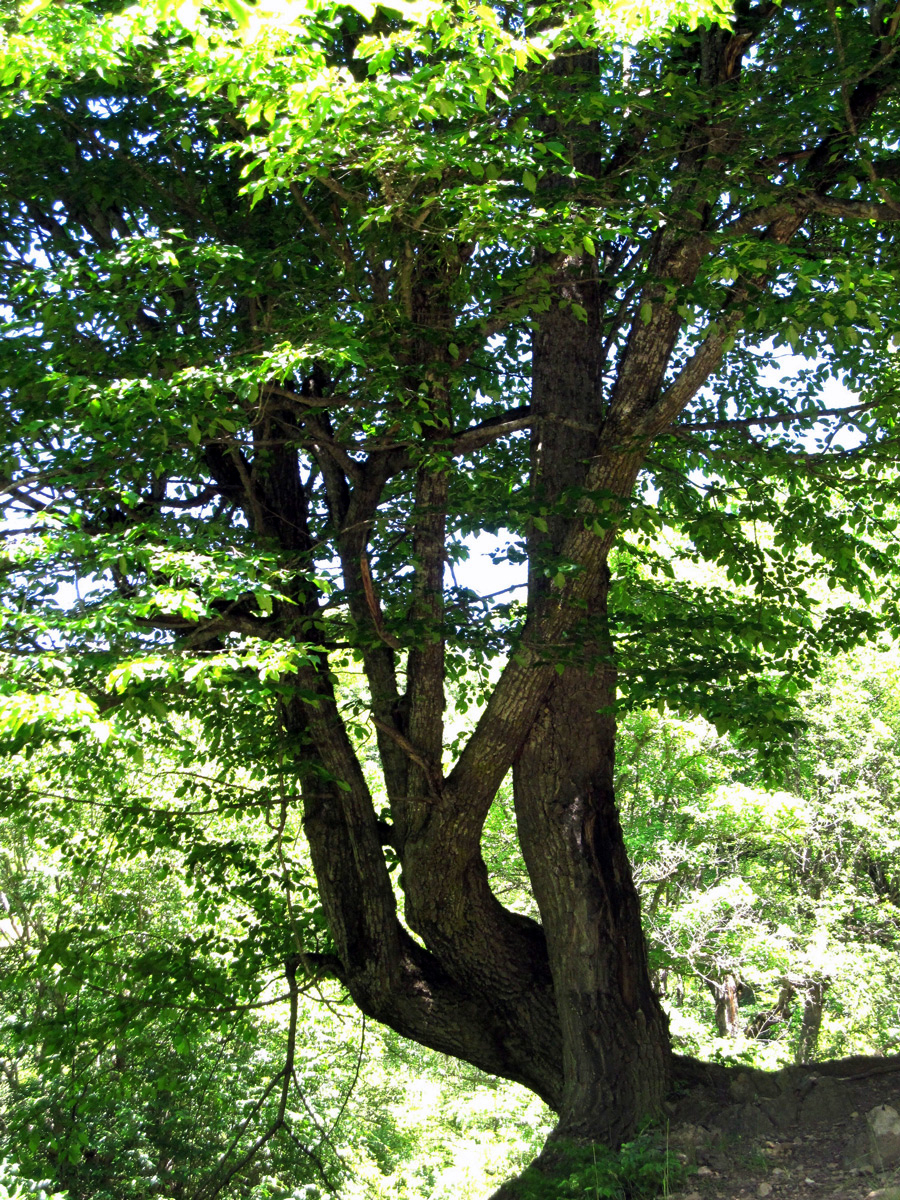
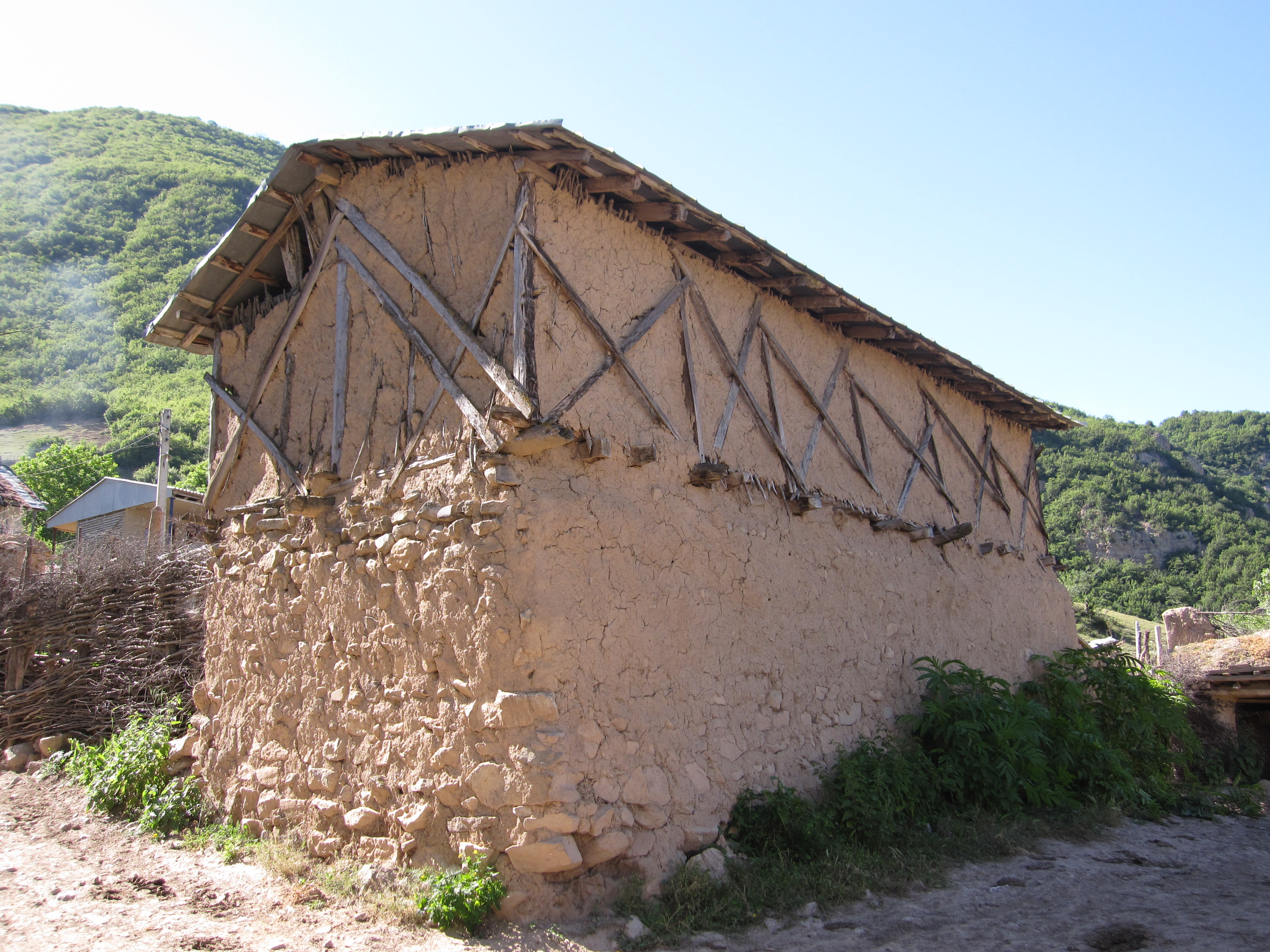
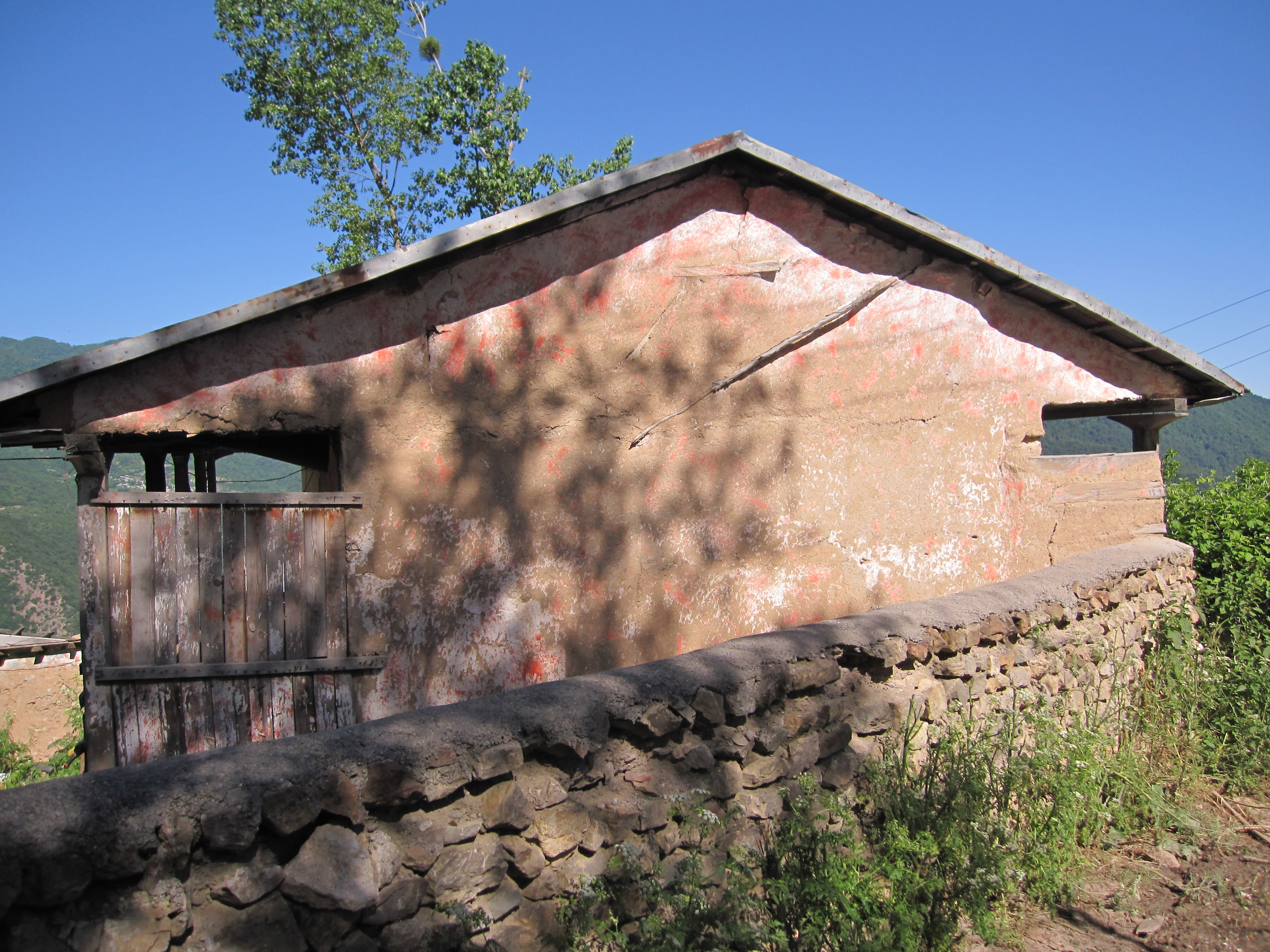
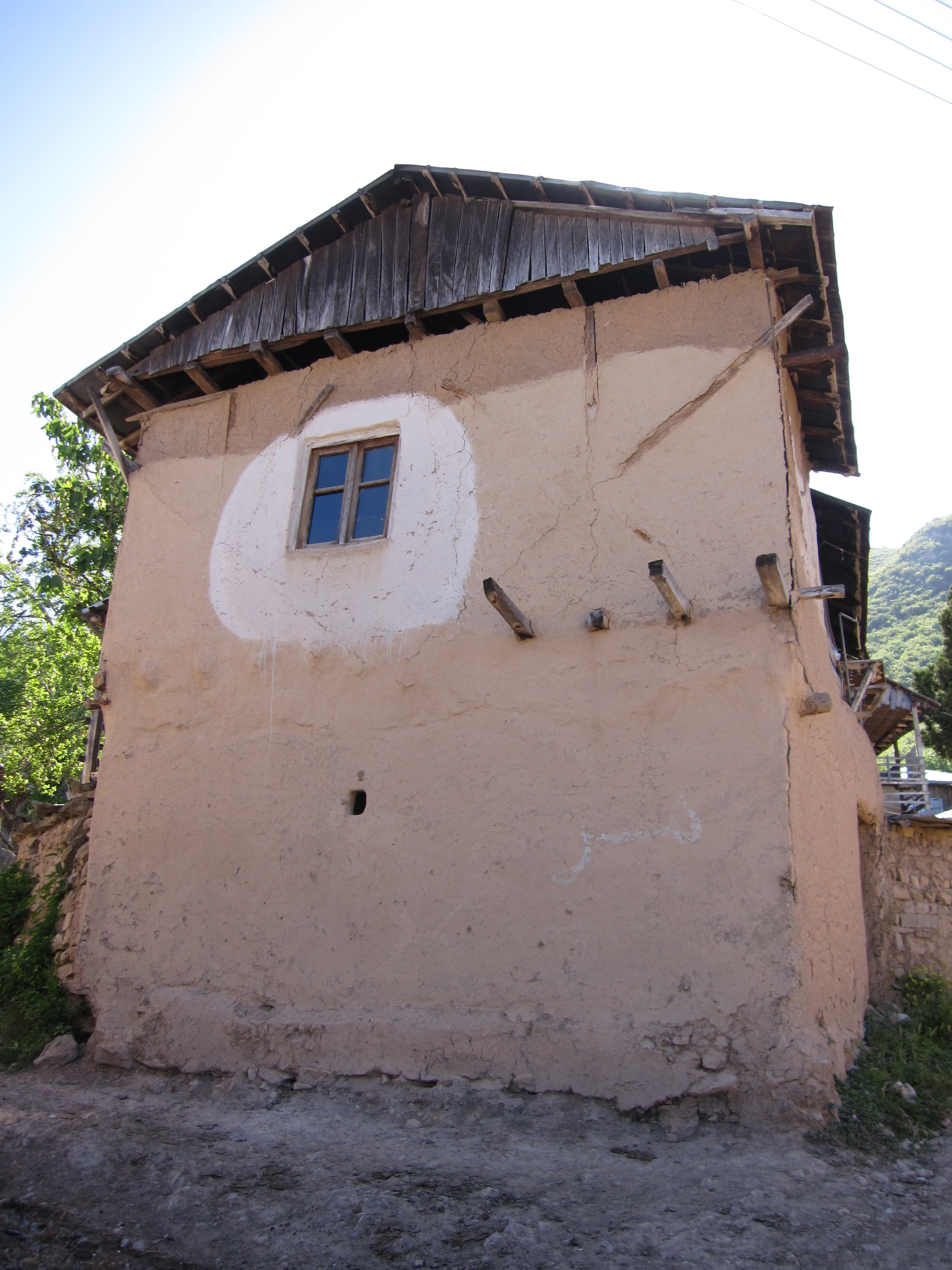
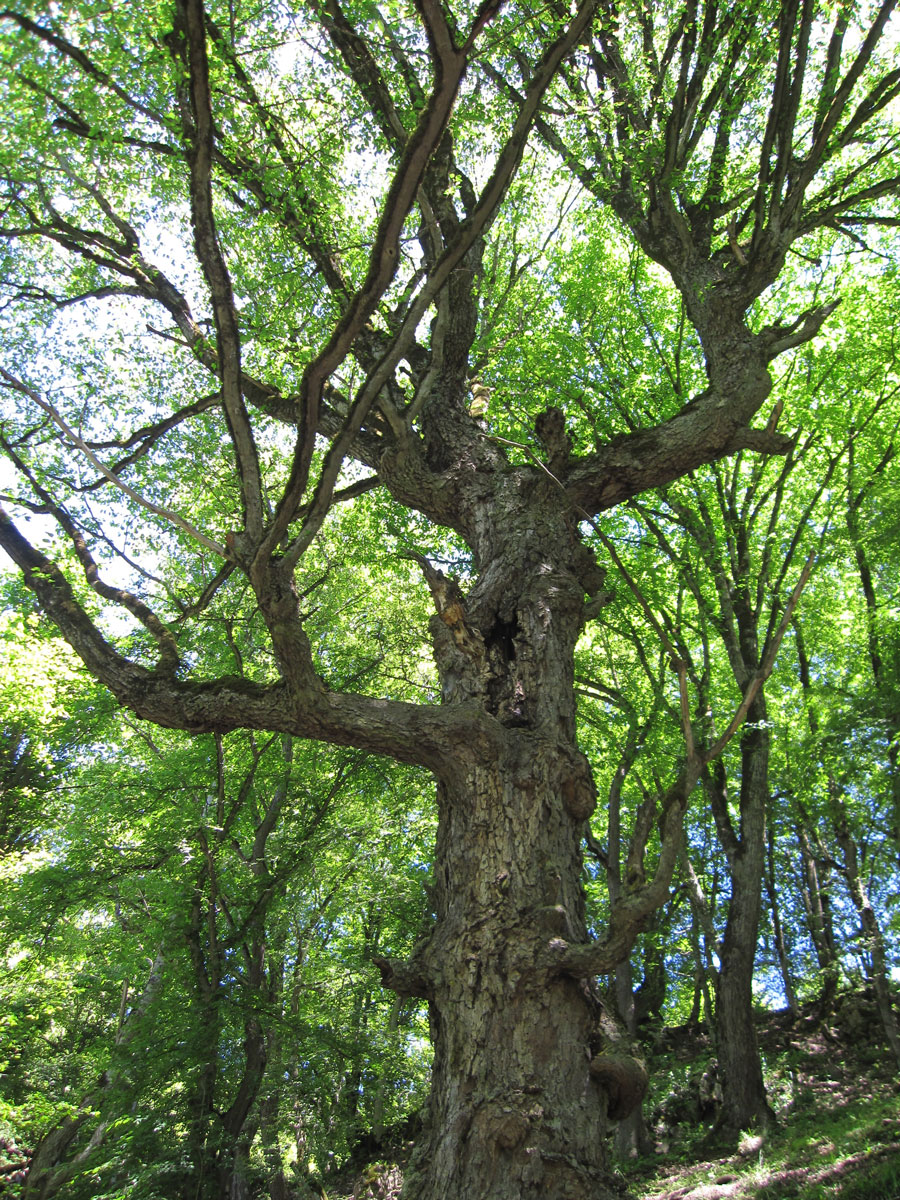
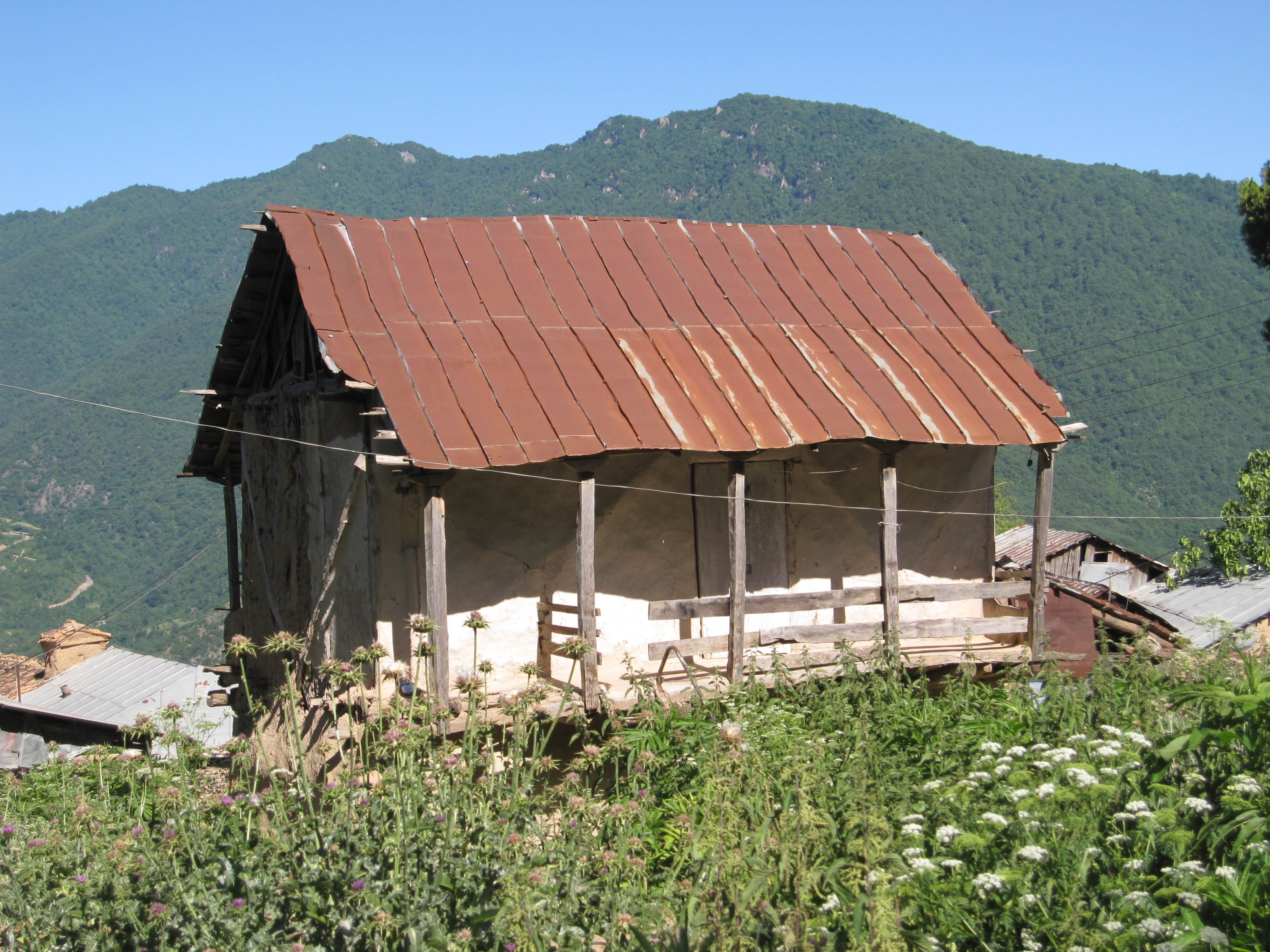
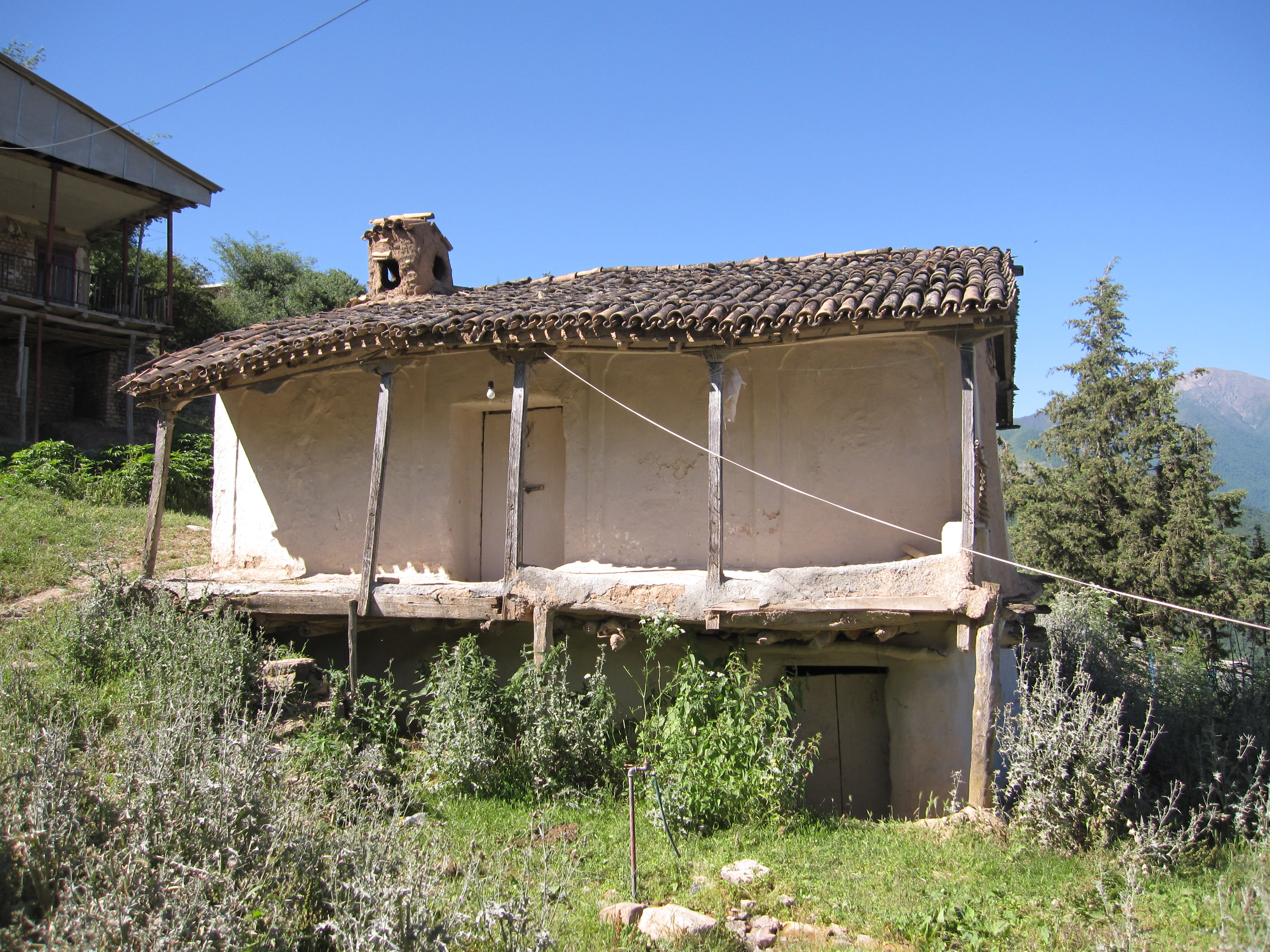
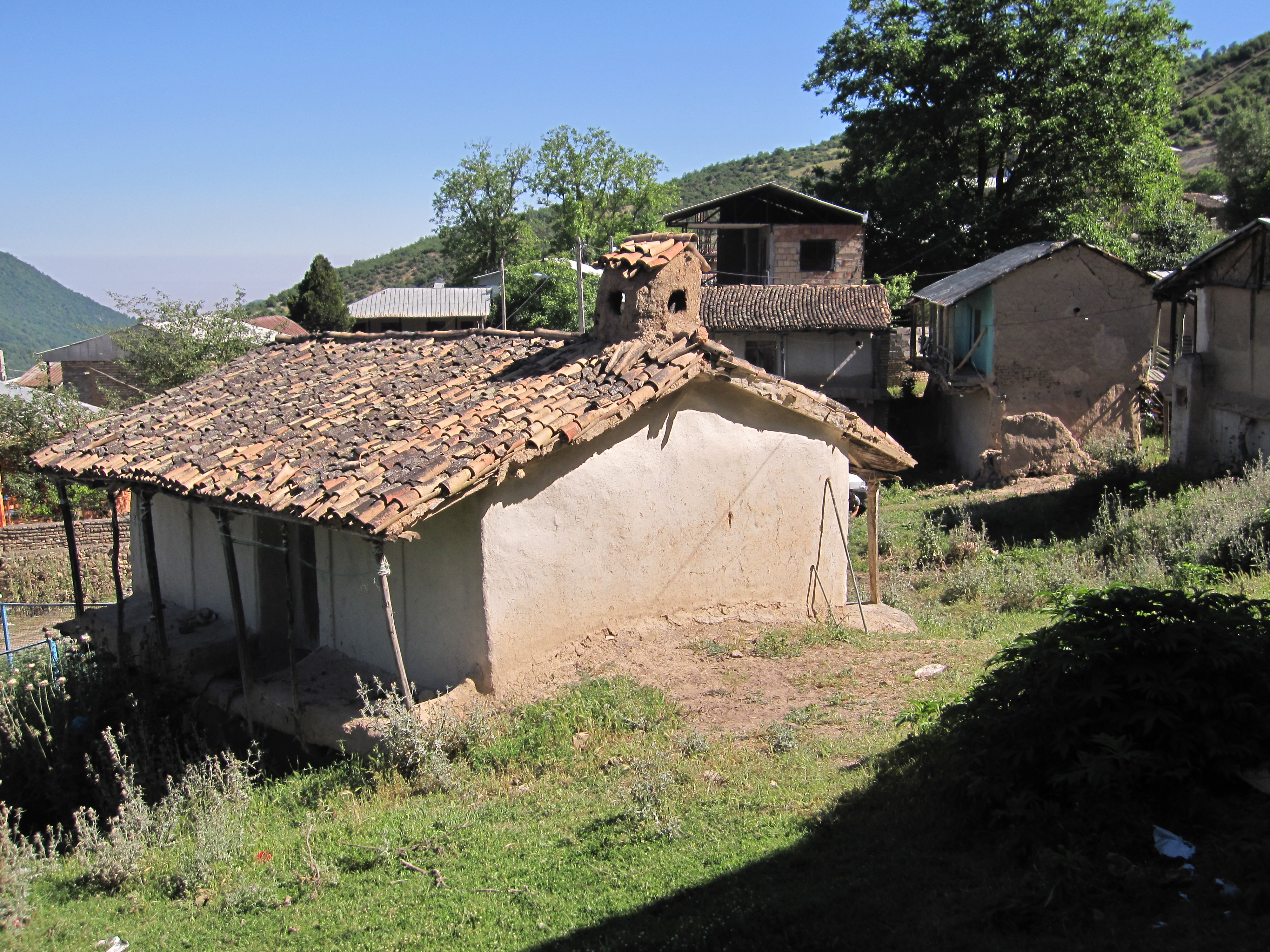
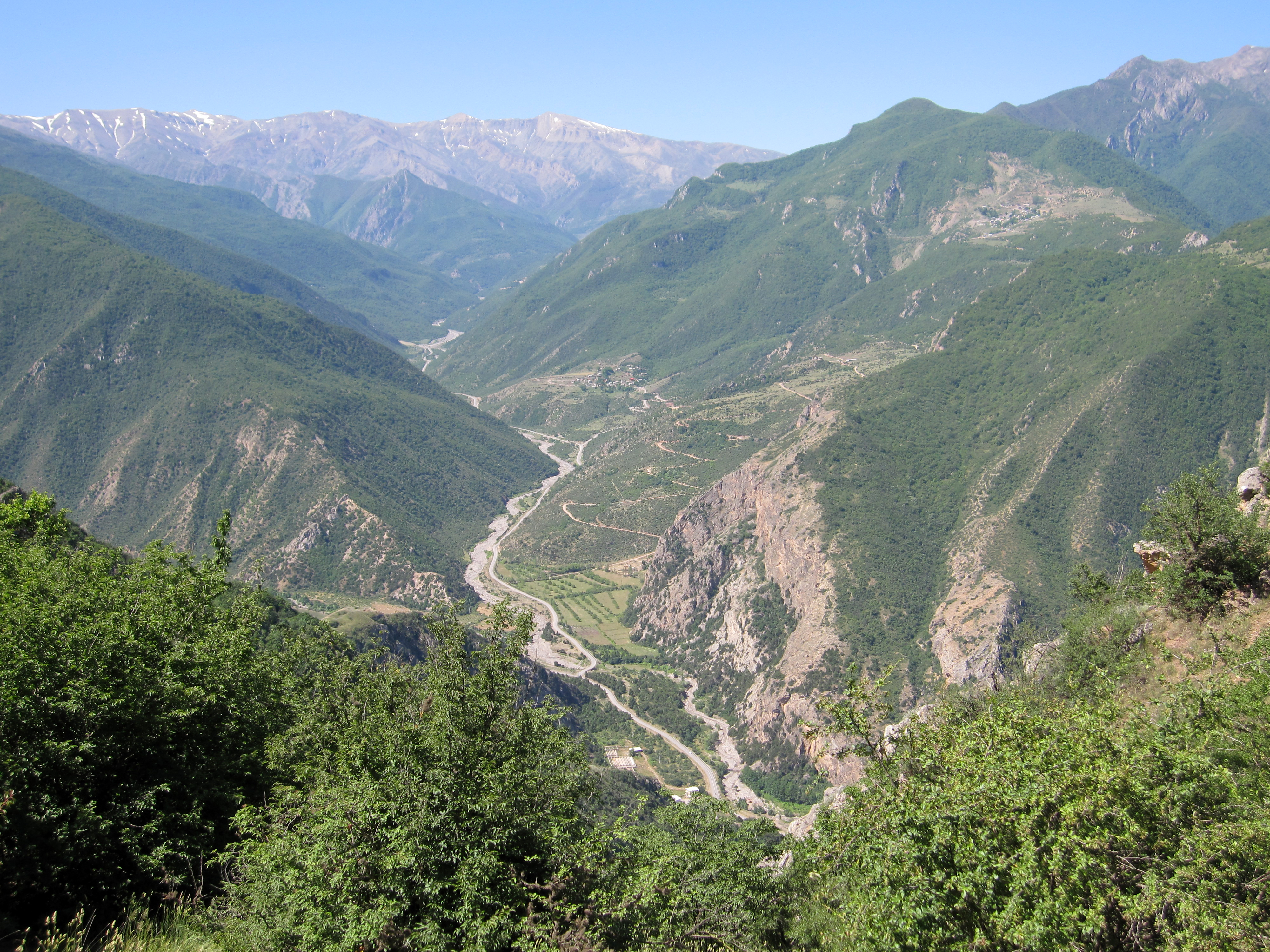
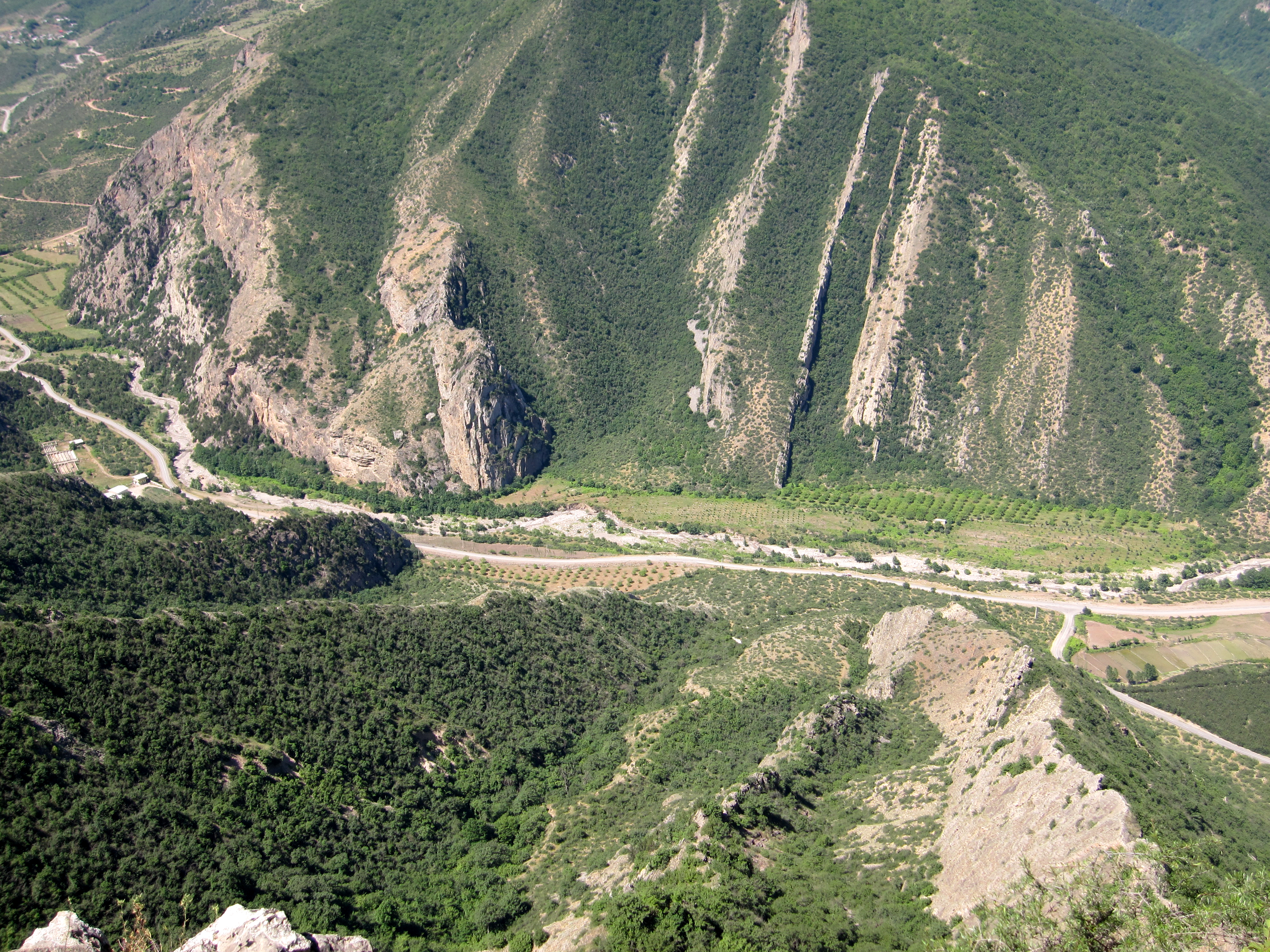
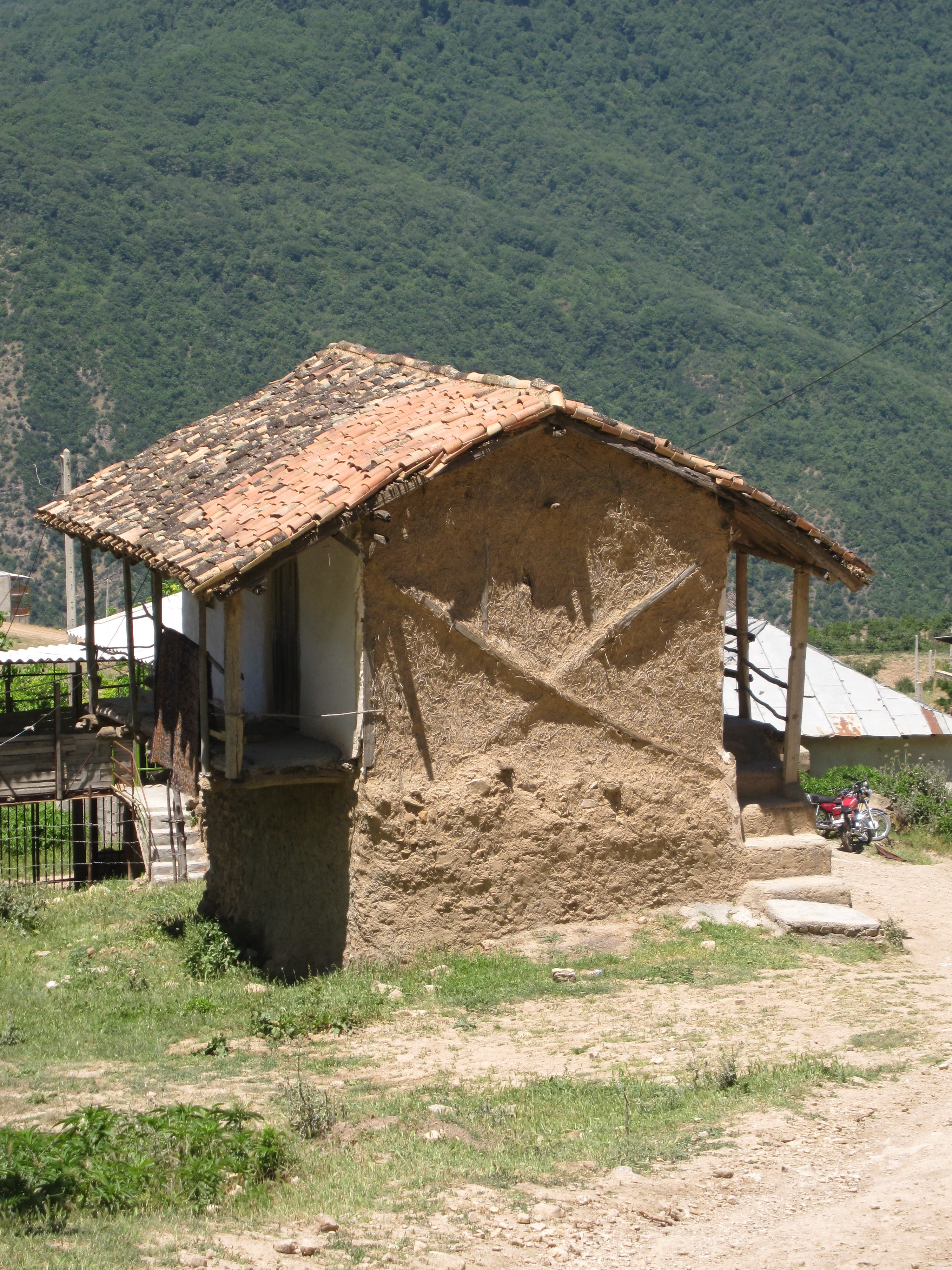
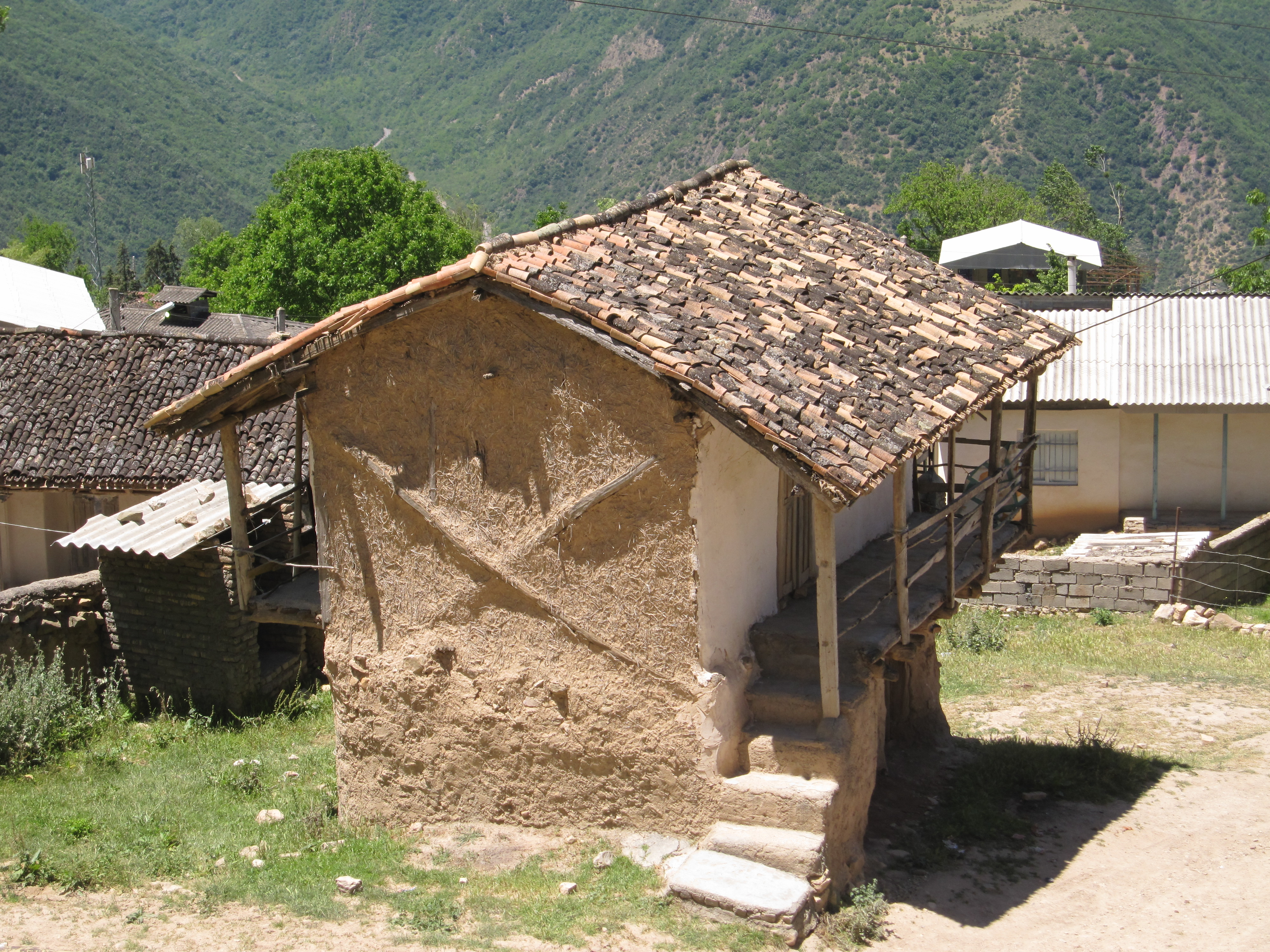
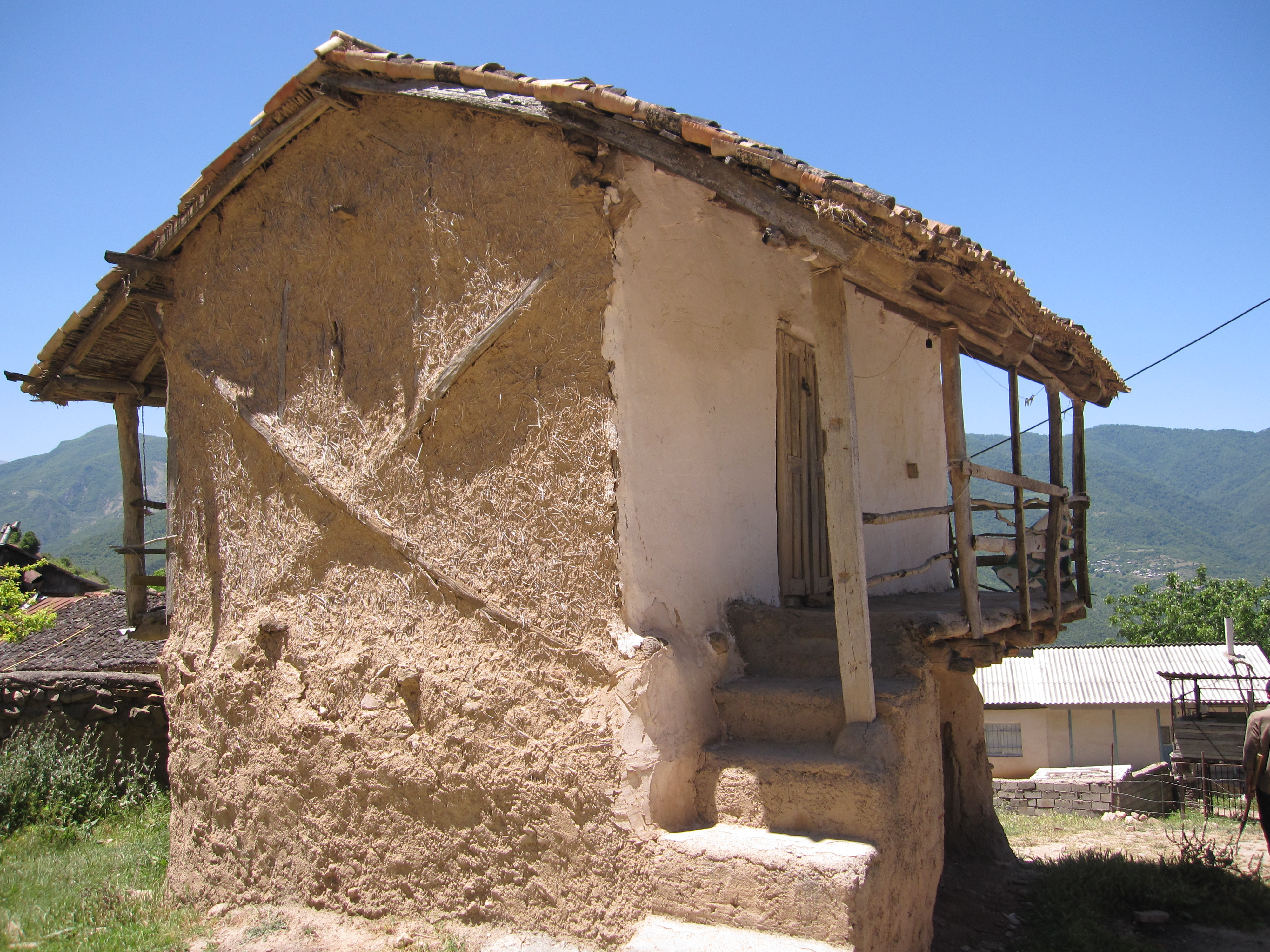
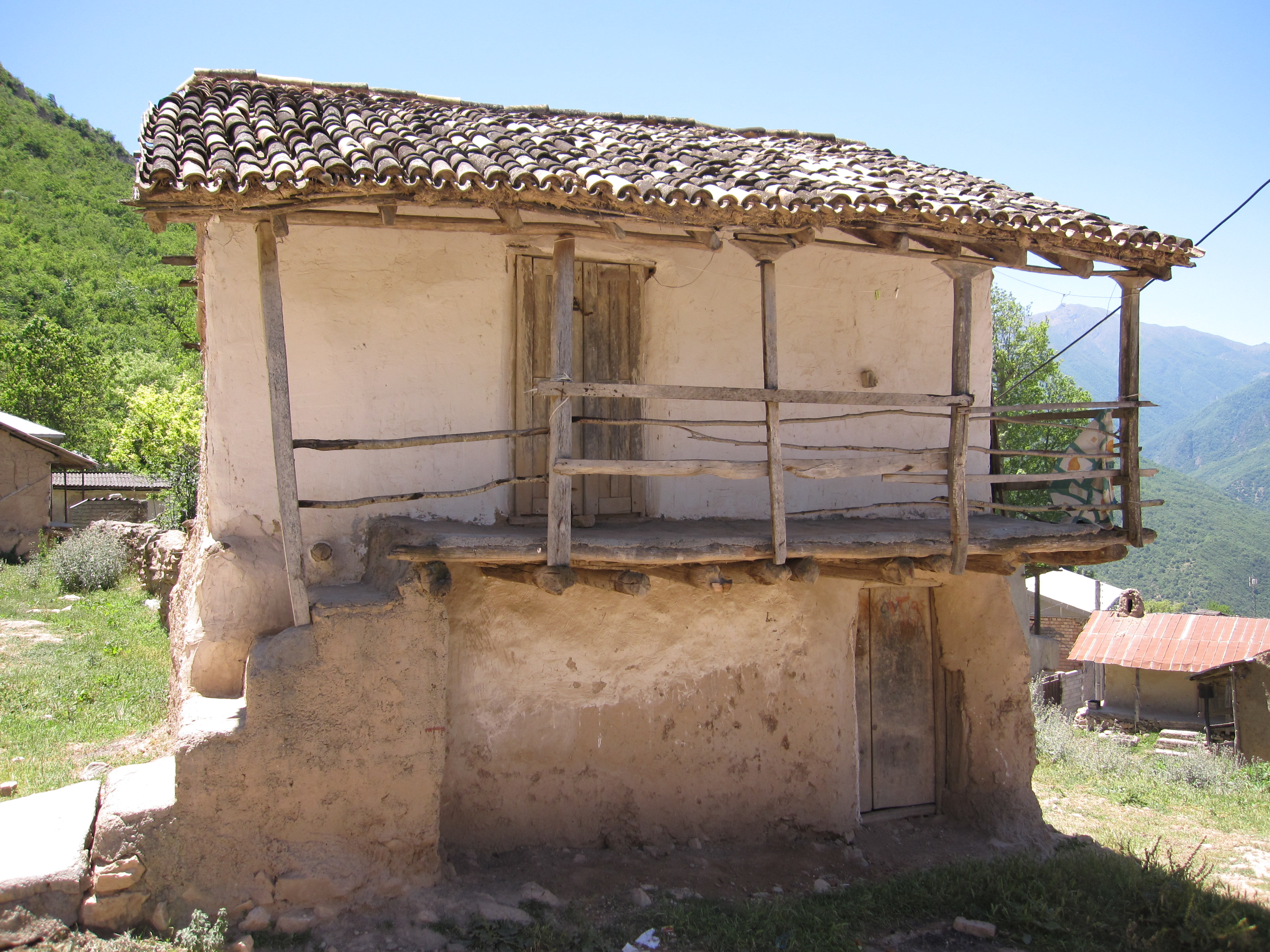
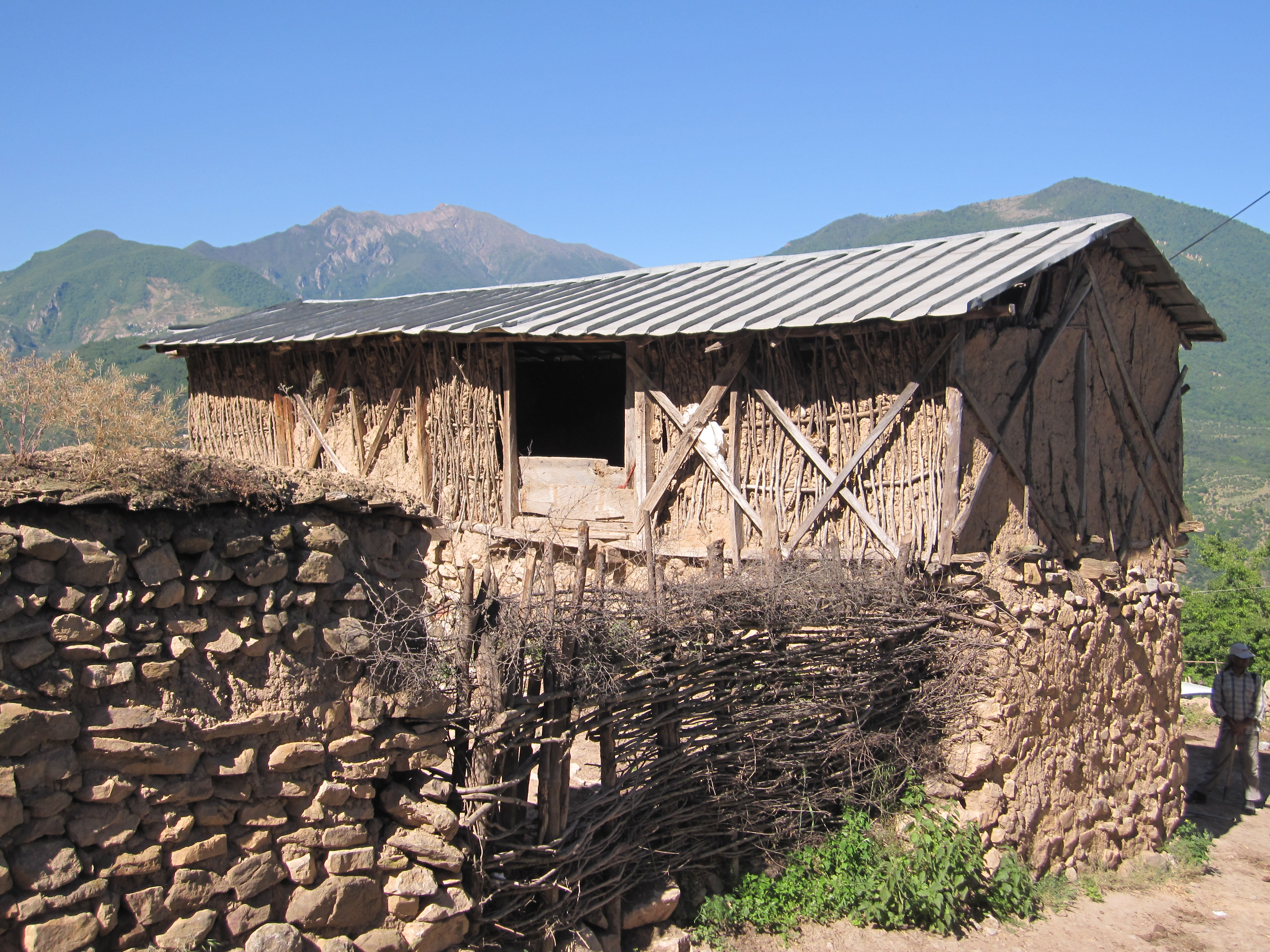